# Pájaro (artista)
Juan Vicente Gómez Landaeta (Caracas, Venezuela, 1952), conocido como Pájaro, es un pintor venezolano que ha abarcado desde la pintura figurativa hasta el expresionismo y la pintura surrealista. Conocido por su búsqueda para plasmar los enigmas de la mente y el espíritu humano en sus pinturas, este artista ha creado multitud de obras que intentan retratar el alma humana, con sus alegrías, penas e inquietudes existenciales. 

## Biografía
Hijo de padres conservadores y nieto de Juan Vicente Gómez, nace en 1952 en Caracas, Venezuela. Vive en Madrid, España la mayor parte de su infancia y adolescencia, es allí donde queda profundamente impresionado por la pintura clásica. Pero es solo a la edad de 23 años cuando comienza a experimentar de una forma autodidacta el campo de la pintura. A los 25 años gana una beca, la que aprovecha para estudiar artes gráficas, fotografía y escultura en Washington D. C. Luego de 4 años, regresa a Caracas, donde reside en la actualidad investigando como trasladar los enigmas de la mente y el espíritu humano a la pintura.

## Obra
Al regresar a Venezuela trajo consigo la influencia de la Europa medieval, renacentista y barroca que él expresa en una interesante mezcla de estilos, creando una forma de realismo mágico visionario que denomina ingeniosamente "Metarrealismo". Pájaro se apoya en los aspectos del arte clásico que él elige y mezcla a su antojo. Del Renacimiento las modas del vestido, pide prestado un poco del barroco o incluso toma la sensibilidad de la pintura moderna. No sería raro también descubrir en sus paisajes detalles de la intrincada y falsa perspectiva atmosférica de la pintura medieval. Sus temas son yuxtaposiciones de figuras oníricas, objetos, tiempos y lugares, plasmados con una mirada atrapada por la textura y el tono, y por lo general pintadas con una gama de colores apagados, cuidadosamente controlados, aunque a veces se aplique pasajes de alto croma. 

"Mi arte es alegórico y es el reflejo de todo lo que está en mi mente. Toda mi obra la genera cierto estado de conciencia. Es una especie de sentido para comunicar. Es el verdadero reflejo del alma".
 Pájaro

Pájaro presenta sus temas en composiciones de tono un tanto teatral, como indicando que su pintura tiene historias para contar, y con una intensidad en la presentación que les infunde un sentimiento de aún más importancia personal.

## Exposiciones

### Individuales

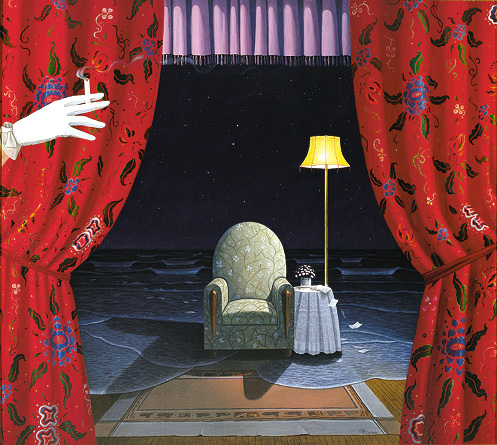
"Mar de leva", óleo sobre tela, 90 x 100 cm.

- 1981: "SI" Galería Minotauro, Caracas, Venezuela
- 1985: "29" modelos para una fuga¨, Galería Minotauro, Caracas, Venezuela.
- 1989: "Soñario", Galería Clave, Caracas, Venezuela.
- 1995: "Vigilias" Galería D` Museo, Caracas, Venezuela.
- 1996: "Pájaro" Galería Alonso Arte, Bogotá, Colombia.
- 2001: "Actos de Fé", Galería del Círculo Militar, Caracas, Venezuela.
- 2003: “Apertura”. Mirarte Galería. Caracas. Venezuela.
- 2005: “Pequeños formatos”. Mirarte Galería. Caracas. Venezuela.
- 2007: “Paisajes”. Mirarte Galería. Caracas. Venezuela.
- 2011:  “PEREGRINOS”. Galería Punto de Arte. Caracas. Venezuela.
- 2014:  “TIEMPO DEL RETORNO”. Ateneo de Caracas, Venezuela.[7]

### Colectivas

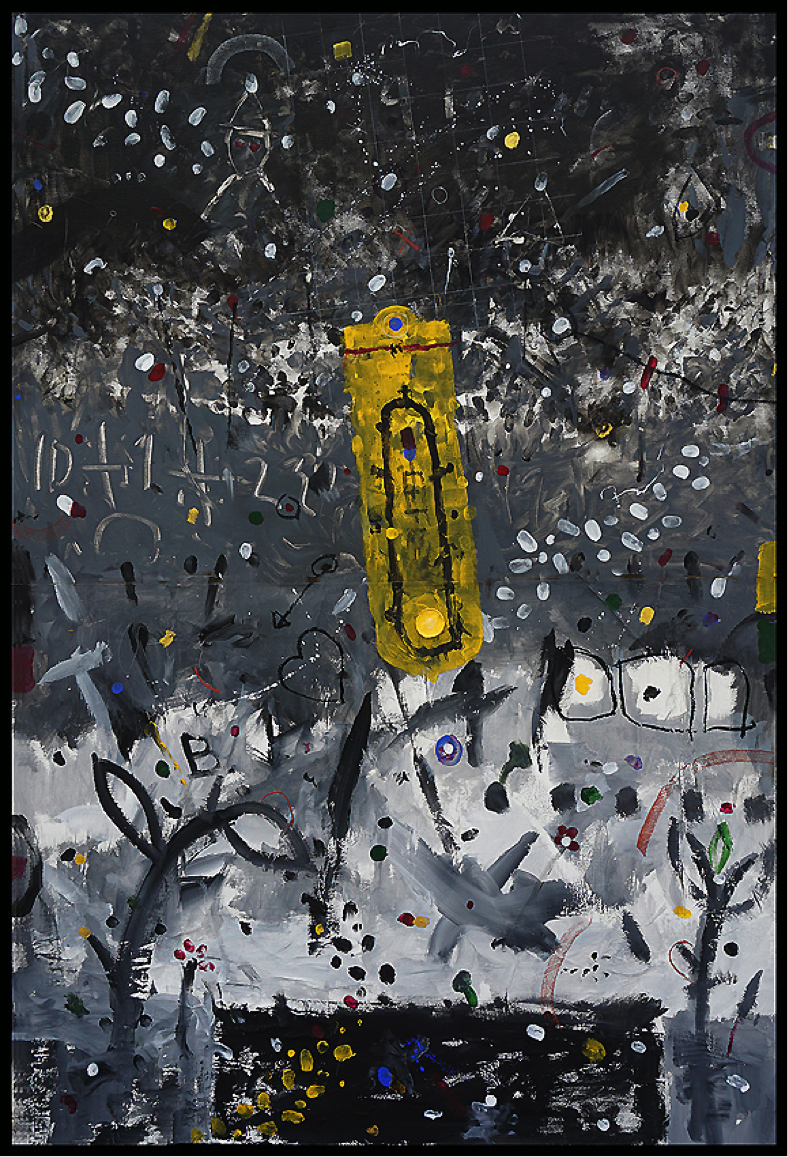
"Jardín Bajo La Luz De La Luna", técnica mixta, 148 x 100 cm.

- 1977: Salón de pintura Consejo Municipal de Caracas, Venezuela./ VI Salón Nacional de Jóvenes Artistas, Palacio de las Industrias, Caracas, Venezuela
- 1978: Salón de Pintura, Consejo Municipal de Caracas, Venezuela./ I Salón de Pintura FONDENE, Nueva Esparta, Venezuela.
- 1979: VII Salón Nacional de Jóvenes Artistas, CANTV, Caracas, Venezuela./ 20 Artistas Venezolanos de HOY, Centro de Arte y Comunicación CAYC), Buenos Aires Argentina.
- 1982: Nuevos dibujos en Venezuela, CANTV, Caracas, Venezuela./ I Bienal de Dibujo y Grabados, Galería de Arte Nacional, Caracas, Venezuela./ XL Salón Arturo Michelena, Ateneo de Valencia, Valencia, Venezuela.
- 1983: "El Sujeto como Objeto del Arte" Galería de Arte Nacional, Caracas, Venezuela./ Salón Nacional de Jóvenes Artistas, Casa Guipuzcuana, La Guaira, Venezuela./ Feria Internacional de Arte Contemporáneo, FIAC, Grandpalais, Galería Minotauro, París, Francia
- 1984: "The Firtaench Tresury of Art", Viena Arts Society, Washington D. C., USA
- 1985: Convergencias II", Galería Minotauro, Caracas, Venezuela
- 1986:  "14 Artistas Venezolanos en los Estados Unidos", Galería Venezuela, New York City, USA
- 1987: "Formas para un diálogo" , Centro Euroaméricano, Caracas, Venezuela./ Gran premio Christian Dior de Artes Visuales, Centro de Arte Euroaméricano, Caracas, Venezuela
- 1988: "Salón Nacional de Artes Visuales" Museo de Bellas Artes, Caracas, Venezuela./ 1 Salón de Pintura Metro de Caracas, Venezuela
- 1989: I Bienal de Artes Visuales Christian Dior, Museo de Artes Contemporáneos de Caracas, Caracas, Venezuela./ "Galería 77, Caracas", Venezuela./ "Zoo", Galería Clave, Caracas, Venezuela
- 1990: Asociación Venezolana-América (AVAA) , Galería Feites, Caracas, Venezuela./ "Figuración , Fabulación", Museo de Bellas Artes, Caracas, Venezuela./ "Laberintos de la idéntidad, Autorretratos", Galería de Los Espacios./ Cálidos, Ateneo de Caracas, Caracas, Venezuela./ I Bienal de Artes Visuales, museo de Arte de Mérida, Venezuela./ Galería Minotauro, Caracas, Venezuela./ "Los 80", Panórama de las artes Visuales en Venezuela, Galería de Arte Nacional, Caracas, Venezuela
- 1991: "44x44", Centro de Arte Euroaméricano, Caracas, Venezuela./ "Arte por la Vida", Centro de Arte Suraméricano, Caracas, Venezuela./ "Asociación Venezolana-Americana, Centro Cultural Consolidado. Caracas, Venezuela./ "Mares", Galería Los Espacios Cálidos, Ateneo de Caracas, Venezuela./ "Latín Art", Museo de Nagoya, Japón./ Ambrosino Gallery, Miami, USA./ Galería Clave, Caracas, Venezuela./ Salón de Mars, Galería Minotauro, París, Francia
- 1992: Art Miami-92, Miami, USA./ "FIA 92" Feria Internacional de Arte, Galería Espacio Fenix, Caracas, Venezuela./ "Arte a Ambiente", Museo de Ciencias Naturales, Caracas, Venezuela./ "30x30 by 30", Ambrosino Gallery, Miami, USA./ "La Piel en la Mirada" (El desnudo femenino como poética en la pintura venezolana), Galería de los Espacios Cálidos, Ateneo de Caracas, Venezuela./ "ARTFI", Feria Internacional de Bogotá, Galería Espacio Fénix, Bogotá, Colombia.
- 1993: "FIA 93", Feria Internacional de Arte, Caracas, Venezuela./ "Confluencias"Museo de Petare y Galería Tito Salas. Caracas, Venezuela./ VII Salón Nacional de Fotografía de FUNDARTE, Museo, Sacro, Caracas, Venezuela./ "Flores Frescas", Galería D’Museo, Caracas, Venezuela./ Exposición Colectiva, Galería Minotauro, Caracas, Venezuela,
- 1994: "FIA 94", Feria Internacional de Arte Galería Minotauro. Caracas, Venezuela./ "Encuentro Interaméricano de Artistas", Universidad de Guadalajara, México./ "9 para 4" Design Center, Caracas, Venezuela./ "Bodegones", Galería Clave, Caracas, Venezuela./ "Sólo Angeles" Galería el Galpón, Caracas, Venezuela./ “Realismo en el Arte Venezolano Contemporáneo” Museo Mario Abreu. Maracay, Venezuela.
- 1995: "Metáfora de lo Eterno" Foro Libertador, Biblioteca Nacional, Caracas.

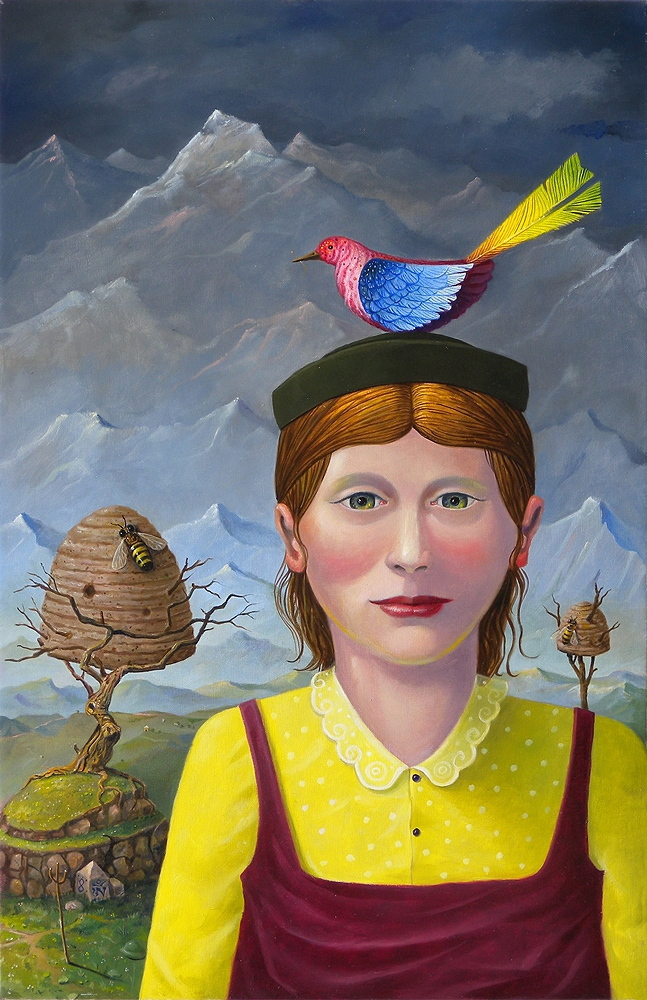
"Apys Nephaly", óleo sobre tela, 90 x 50 cm

- 1996: Galería D’Museo, Caracas, Venezuela./ "Cosecha 96" Grupo Li, Caracas, Venezuela./FIA 96, Galería D’Museo, Caracas, Venezuela./ "Uno x Uno" Galería Uno, Caracas, Venezuela./ Figuración y Abstracción Sharon Galería Iberoaméricana, Caracas, Venezuela./ Galería Trazos, Colectiva en Navidad, Caracas, Venezuela./ "Bodegones" Galería El Galpón, Caracas, Venezuela.
- 1997: Galería D’Museo, Caracas, Venezuela./ "23 Exposiciones contenporáneas" MG Arte III, Caracas, Venezuela./ "Hallazgos y sorpresas en una colección" Galería Minotauro, Caracas, Venezuela./ "Figuración" Galería Uno, Caracas, Venezuela./ Cosecha 97 Grupo Li, Caracas, Venezuela./ “Confluencias”. Exposición Itinerante por Venezuela./ “Maestros”, Colectiva Minotauro, Caracas, Venezuela./ “De nuevo el Ávila”, Galería D’Museo, Caracas, Venezuela./ “Bienal de Miniaturas del Taga”. Monotipos. Corp Bank, Caracas, Venezuela. Colectiva "Bronces, Energías y un Pintor", Galería Spativm, Caracas, Venezuela.

- 1998: Colectiva. Grupo Li. Caracas. Venezuela./ Colectiva. Galería Minotauro. Caracas. Venezuela./ Colectiva. Galería Spatium. Caracas. Venezuela./ "FIA 98”. Galería Minotauro. Caracas. Venezuela./ “Bienal de Grabado. Juan de Guruceaga”. Museo de la Estampa y el Diseño “Carlos Cruz Diez”. Caracas, Venezuela./ “San Francisco International Art Exposition”. Galería Minotauro, San Francisco. USA./ "Colectiva”. Espacios Art Market. Caracas. Venezuela.
- 1999: "Feria Internacional de Arte de Miami". Galería Minotauro. USA./ "Feria Internacional de Arte de Chicago". Galería Minotauro, Chicago, USA. Galería D. Museo. Caracas, Venezuela./ “Asamblea de Alebrijes”. Méjico- Venezuela. Grupo Li. Caracas. Venezuela./ "Primer encuentro de jóvenes artistas y grandes maestros unidos", acción solidaria. Grupo Li. Caracas, Venezuela.
- 2000: “Grandes Maestros”. Galería Dimaca. Caracas. Venezuela./ Colectiva Galería Ocre Arte. Caracas. Venezuela./ Galería Ocre Arte. Caracas. Venezuela./ Subasta a beneficio del estado Vargas. Museo de la Estampa y el Diseño "Carlos Cruz-Diez". Caracas, Venezuela./ Galería D' Museo, Caracas. Venezuela./ Exposición-Subasta a beneficio del Casco Colonial del estado Vargas. Museo de Arte Contemporáneo de Caracas Sofía Imber, Caracas. Venezuela./Galería Ocre Arte, Caracas, Venezuela/ Galería Trazos, Caracas. Venezuela./ "Arte en el Friedman". Exposición a beneficio de las becas de música para estudiantes. Caracas. Venezuela./ “FIA 2000”. Ocre Arte, Caracas. Venezuela./ Galería Dimaca. Caracas. Venezuela./ ”Proyecto Chigüire”, Exposición-Subasta. Museo de Arte Contemporáneo de Caracas Sofía Imber. Caracas, Venezuela.
- 2001: Colectiva, Galería Dimaca, Caracas. Venezuela./ “Maestros Venezolanos”. Galería La Cuadra Creativa, Caracas. Venezuela./ “Henos Aquí”. Galería Ocre Arte, Caracas, Venezuela/ “Proyecto Reverón”. Exposición-Subasta. Museo de Arte Contemporáneo de Caracas Sofía Imber, Caracas, Venezuela.
- 2002: Exposición permanente, Galería Grand Cru. Caracas, Venezuela./ “FIA 2002”. Galería D’Museo, Caracas, Venezuela.  ¡Qué Corazón!... Galería Ateneo de Caracas, Caracas, Venezuela./ “35 X”. Grupo Li, Caracas. Venezuela./ Exposición-Subasta. Fundación Daniela Chappard, Galería Espacio Arte. Caracas, Venezuela./ “Contemporary Venezuelan Art.” M.A. Doran Gallery. Thulsa, OK. USA./ Colectiva, Galería Dimaca, Caracas, Venezuela./ Exhibición de adquisición, Museo de Arte Latinoamericano de Los Ángeles, California, USA.
- 2003: Colectiva, Galería Dimaca, Caracas. Venezuela./ “FIA 2.003”. Galería Dimaca, Caracas. Venezuela./ Exposición-Subasta. Fundación Daniela Chappard, Galería Espacio Arte. Caracas, Venezuela./ “Arte venezolano del siglo XX”- La Megaexposición. Museo Michelena. Caracas. Venezuela./ “Aperturas”. Mirarte Galería .Caracas. Venezuela.
- 2004: “FIA 2.004”. Galería Dimaca, Caracas. Venezuela./ “Regina Pacis”. Mirarte Galería, Caracas. Venezuela./ “Una mirada sobre Miranda”. Museo de los Teques, Venezuela./ “Imagen y Figuración”. Arte Ascaso. Caracas. Venezuela[8]

- 2005: “La Megaexposición II”. Galería de Arte Nacional. Caracas. Venezuela./ “Majas”. Galería Templario. Caracas. Venezuela./ “Cuentos”. Mirarte Galería. Caracas. Venezuela./ “FIA 2.005”. Galería Templario. Caracas. Venezuela./ Subasta FUNDANA. Ciudad Banesco. Caracas. Venezuela./ “Hombre y Sociedad”. III Salón Exxonmobil. Invitado especial. Museo de Bellas Artes. Caracas. Venezuela./ “Cuatricentenario de las minas de Aroa”. Ateneo de Aroa. Edo. Yaracuy. Venezuela
- 2006: Mural para el Hospital Cardiológico Infantil “Dr. Gilberto Rodríguez Ochoa”, Caracas, Venezuela./ Acción body painting. Galería de Arte Nacional. Caracas. Venezuela./ Exposición-Subasta FUNDANA. Ciudad Banesco. Caracas. Venezuela./ Exposición –Subasta Platos por la Vida. Galería Freites. Caracas. Venezuela./ “FIA 2.006”. Galería Templario. Caracas. Venezuela./ “ARTBO 2.006”. Feria Internacional de Arte de Bogotá. Galería Templario. Bogotá. Colombia.
- 2007: Exposición-Subasta FUNDANA. Ciudad Banesco. Caracas. Venezuela./ Exposición –Subasta. Fundación Niños con Cáncer. Galería Freites. Caracas. Venezuela./ “PURO ARTE 2007”. Feria de Arte Internacional,  Galería Templarios, Vigo. España./ AUTION EXHIBITION 07 .Contemporary Latin American Art”. Museum of Latin American Art (MOLAA). California. USA.”/ Exposición-Subasta. Fundación PROCURA. Galería Freites. Caracas. Venezuela./ “Luces y Sombras”. Galería Mirarte. Caracas. Venezuela

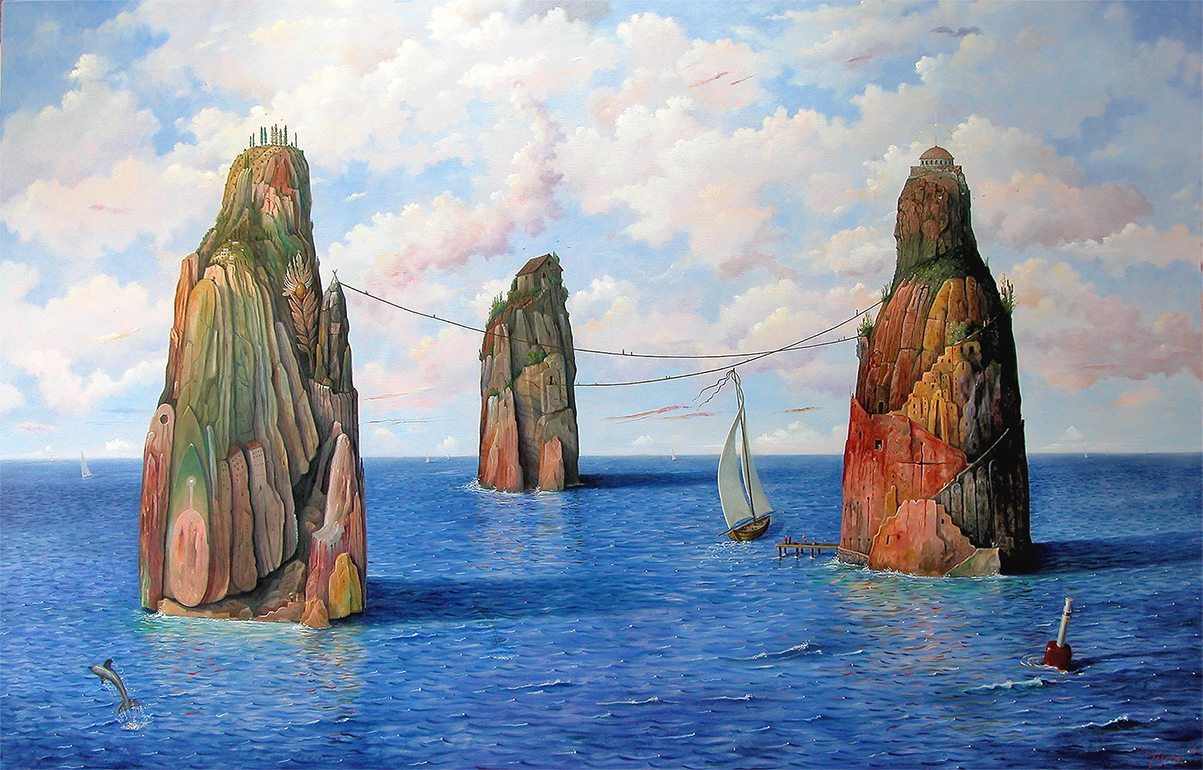
"Viajando Al Sur", óleo sobre tela, 140 x 200 cm.

- 2008: “Apertura”. Exposición Inauguración Galería Pablo Griss. Panamá./ Exposición de obras del calendario 2008. Centro de Arte La Estancia. Caracas. Venezuela./ “Colectiva Mirarte”. Galería Mirarte. Caracas. Venezuela./ “Registros del Natural: El Parque del Este”. Instituto Cultural Brasil Venezuela. Caracas. Venezuela./ Exposición-Subasta FUNDANA. Ciudad Banesco. Caracas. Venezuela./ “Reembolso a la Vida”. Exposición Colectiva. Corp Banca. Caracas. Venezuela.
- 2009: “EQUUS”. Galería Mirarte. Caracas. Venezuela.
- 2010: “RETRATOS”. Galería GBG. Caracas. Venezuela./ VEINTICINCO EDICIONES VEINTICINCO OBRAS. Centro de Arte Daniel Suárez. Caracas. Venezuela./ COLECCTIVA DE MAESTROS”. Centro de Arte Daniel Suárez. Caracas. Venezuela./ PIXELES 2010. Galería GBG. Caracas. Venezuela.
- 2012: “NELSON MANDELA”. Museo Caracas. Palacio Municipal. Caracas. Venezuela./ “PRIMER SALON DEL PAISAJE”. Galería de Arte nacional. Caracas. Venezuela./ “TENDENCIAS ENCONTRADAS”. Centro de Arte Daniel Suárez. Caracas. Venezuela./ ULTIMA CENA Y exposición perro de la guerra (preguntar a Leonel)./ “ANIMALIA”. Centro de Arte Daniel Suárez. Caracas. Venezuela.
- 2013: “LA CENA DE LEONARDO”. Ateneo de Caracas. Caracas. Venezuela./ “NELSON MANDELA… UNA LUZ A LA PAZ”. Centro Cultural del Colegio Médico. Caracas, Venezuela./ “LA GRANDEZA DE LA SENCILLES". Nelson Mandela, sala Alternativa Centro Cultural Eladio Alemán Sucre, Valencia Edo. Carabobo./ “PRIMERA BIENAL PEDRO LEON CASTRO”. Centro Cultural del Colegio Médico. Caracas, Venezuela./ "VENEZUELA HOY: HORIZONTES DEL ARTE CONTEMPORANEO”. Brerart 2013,  Fondazione Matalon. Milán. Italia./ FIAM 2013. Galería Templarios. Feria Internacional de arte Contemporáneo Maracaibo. Venezuela.
- 2014: “PRESENCIA POSTUMA DE NELSON MANDELA”. Residencia de la Embajada de Sudáfrica. Caracas. Venezuela.

## Distinciones

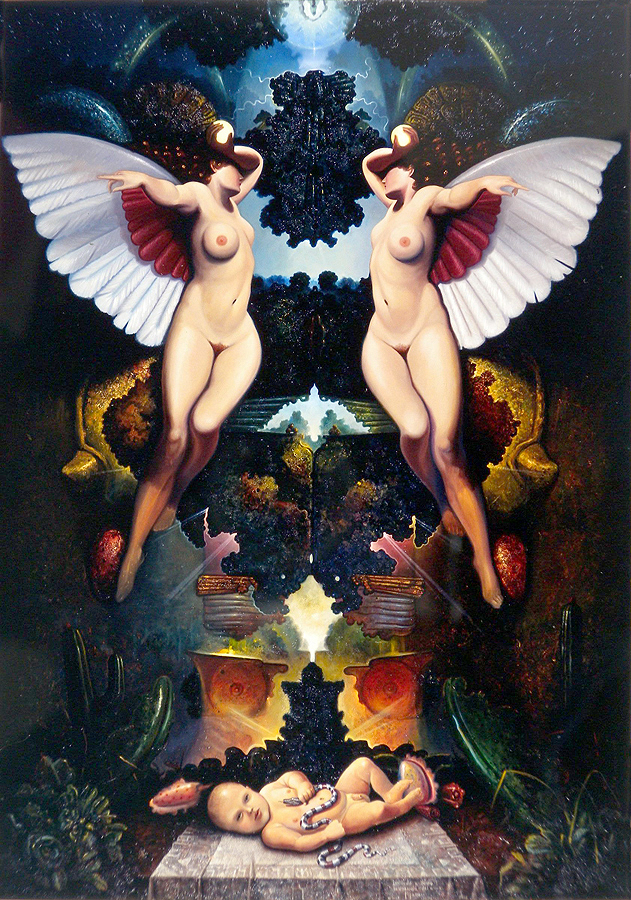
"VENUSEXATOM", obra ganadora del "Gran Premio Dior de Artes visuales". 1987. Óleo sobre tela, 250 x 172 cm.

- 1977: Mención Honorífica Salón de Pintura Consejo Municipal de Caracas.
- 1982: Premio Hermogenes López del XL Salón Arturo Michelena Ateneo de Valencia.
- 1983: Premio de pintura Salón Nacional de Jóvenes Artistas, Casa Guipuzcuana, La Guaira.
- 1984: Primer premio, Best in Show Award, Viena Art Society, Washington D. C.
- 1987: Gran Premio Dior de Artes Visuales, Centro de Arte Euroaméricano, Caracas.
- 1988: Segundo Premio Salón Pintura Metro de Caracas.
- 1993: Tercer premio de fotografía, VII Salón Nacional de Fotografía de Fundarte, Museo Sacro, Caracas.
- 2001: Mención especial carteles de obras de arte, Octavo Concurso Latinoamericano de Productos Gráficos “Teobaldo Deniguis”.
- 2002: Premio Gráfico Nacional José Giannelli.
- 2007: Recibe la revista “A PLENA VOZ”, donde es Director de Arte desde el año 2003, el premio “PREMIO MUNICIPAL DE COMUNICACIÓN SOCIAL 2007”.
- 2012: Primer Premio “PRIMER SALON DEL PAISAJE”. Galería de Arte Nacional. Caracas. Venezuela.[9]
- 2013: Mención Honorífica “Primer Salón Creación de León Castro”. Caracas. Venezuela.[10]

## Colecciones
- Galería de Arte Nacional (GAN), Caracas, Venezuela.[11]
- Hospital Cardiológico Infantil Latinoamericano “Dr. Gilberto Rodríguez Ochoa”, Caracas, Venezuela.
- Museo de Arte Contemporáneo de Caracas Sofía Imber. Venezuela.[12]
- Colección de Corp Banca. Torre CorpBanca. Caracas. Venezuela.
- Museo del Círculo Militar de Caracas. Venezuela.
- MOLAA, Museum of Latin American Art, California, USA.[13]
- Templo Salesiano del Seminario de El Limón. Estado Miranda. San Antonio de los Altos. Venezuela.
- En diversas colecciones privadas de Venezuela; Estados Unidos; Francia; Colombia; Alemania; México; Canadá; España; Japón; China y Nueva Zelanda.

## Críticas
“Las sublimes dimensiones que se nos presentan en esta colección de obras, se vuelven aún más impactantes cuando se razona el porqué nos afectan de tal manera. La belleza es, antes que nada, una cualidad subjetiva que nos produce un vehemente sentimiento de atracción. La atracción es el deseo de aprehender un objeto, de ceñirlo, de poseerlo. Al ver estas pinturas, notamos que la atracción es hacia nosotros mismos, a nuestro verdadero ser. Pues las obras de Pájaro toman mágicamente la figura de exquisitos espejos que nos invitan a reconectarnos con nuestra esencia, aquello de lo que nos hemos apartado, pero que siempre ha estado dentro de nosotros mismos y que al mismo tiempo está en todas partes. Las obras se encargan , a modo de guía espiritual, de ponernos en el camino de regreso al hogar”.
Vicente Velasco

“Me acerco a la obra de Pájaro. Formalmente, ¿qué veo? Tal vez un surrealismo fotográfico combinado con fantasía significativa, un mundo de ensueño representado de manera realista. Algunos ecos: jardines encantados que recuerdan miniaturas persas de los siglos 16 y 17: las alucinaciones de El Bosco; ilustraciones del Roman de la Rose; ciudadelas ideales y volúmenes que evocan a Piero della Francesca; personajes misteriosos ataviados en trajes estilo Commedia-del-Arte en paisajes de fábula. Aires de fairy-tale que me traen a la memoria ilustradores de finales de siglo (XIX) como Henry Clarke y Eleanor Vere Boyle; la magia de Pisanello. Magritte. Dali”.
Alicia Torres